# UFC 30
UFC 30: Battle on the Boardwalk（ユーエフシー・サーティ：バトル・オン・ザ・ボードウォーク）は、アメリカ合衆国の総合格闘技団体「UFC」の大会の一つ。2001年2月23日、ニュージャージー州アトランティックシティのトランプ・タージマハル・カジノで開催された。

## 大会概要
メインイベントのUFC世界ミドル級（後のライトヘビー級）タイトルマッチでは、王者ティト・オーティズが挑戦者エヴァン・タナーを降し、2度目の王座防衛に成功した。
UFC世界バンタム級（後のライト級）王座決定戦では、ジェンス・パルヴァーが宇野薫を僅差の判定で降し、初代王者となった。
2001年1月にズッファのフランク・フェティータ三世、ロレンゾ・フェティータ、ダナ・ホワイトが財政状況が悪化していたSEG社からUFCを買収し、本大会からUFCの主催がズッファとなった。
修斗ウェルター級王者宇野薫、ショーン・シャーク、フィル・バローニがUFCに初出場した。

## 試合結果

### プレリミナリィカード
第1試合 バンタム級 5分2R
○  ショーン・シャーク vs.  ティキ・ゴーセン ×
2R 4:47 ギブアップ（肩の脱臼）
第2試合 ウェルター級 5分2R
○  フィル・バローニ vs.  カーティス・スタウト ×
2R終了 判定3-0

### メインカード
第3試合 ヘビー級 5分3R
－  ボビー・ホフマン vs.  マーク・ロビンソン －
1R 3:27 無効試合（薬物検査失格）
※当初の試合結果はホフマンの肘打ちによるKO勝ちであったが、薬物検査での陽性反応により、無効試合に変更
第4試合 ヘビー級 5分3R
○  ペドロ・ヒーゾ vs.  ジョシュ・バーネット ×
2R 4:21 KO（右フック）
第5試合 ミドル級 5分3R
○  エルヴィス・シノシック vs.  ジェレミー・ホーン ×
1R 2:59 腕ひしぎ三角固め
第6試合 ライト級 5分3R
○  ファビアノ・イハ vs.  フィル・ジョンズ ×
1R 2:05 腕ひしぎ十字固め
第7試合 UFC世界バンタム級王座決定戦 5分5R
○  ジェンス・パルヴァー vs.  宇野薫 ×
5R終了 判定2-0
※パルヴァーが王座獲得に成功
第8試合 UFC世界ミドル級タイトルマッチ 5分5R
○  ティト・オーティズ vs.  エヴァン・タナー ×
1R 0:32 KO（バスター）
※オーティズが2度目の王座防衛に成功